# Castle Party

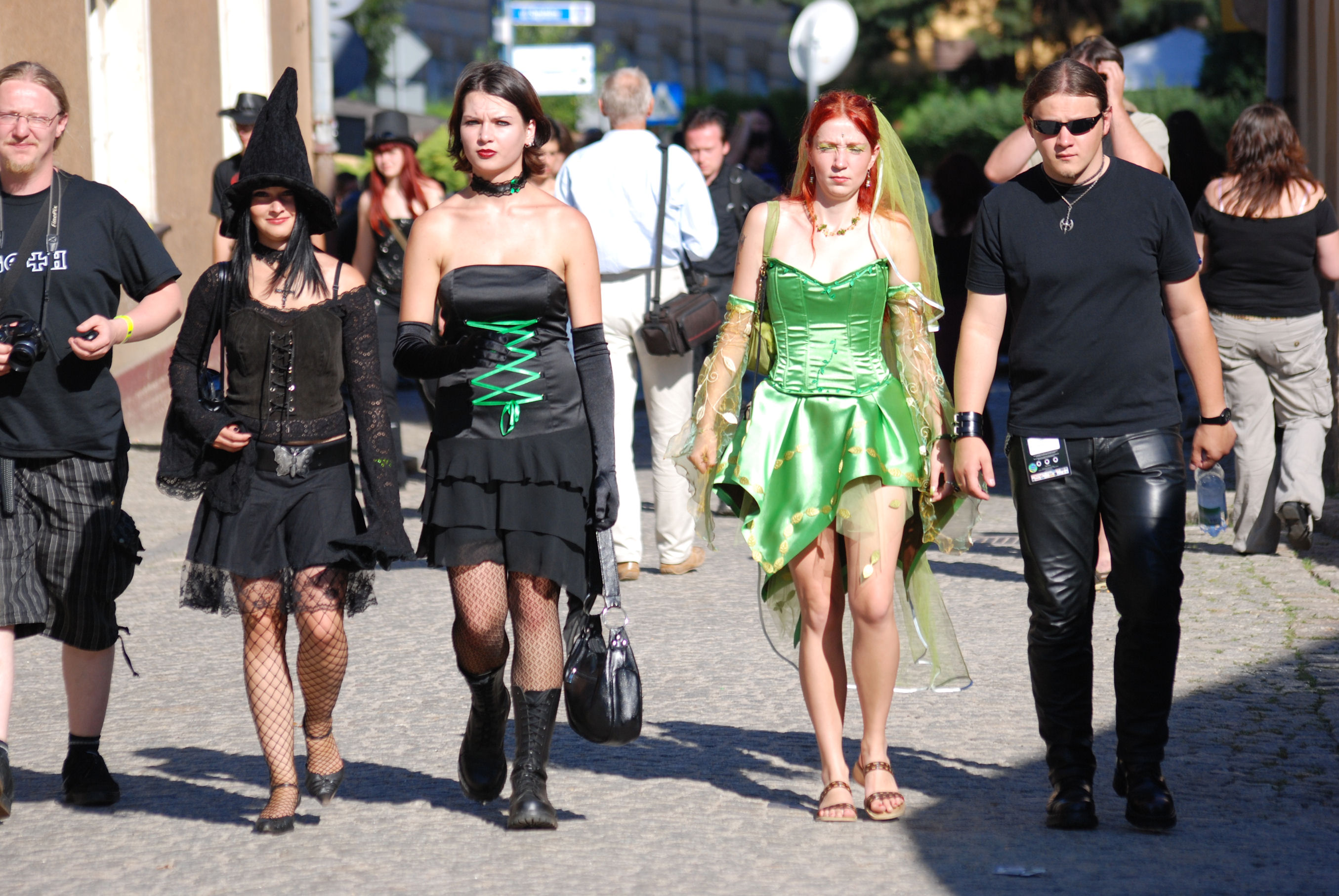
Fani idący w kierunku zamku

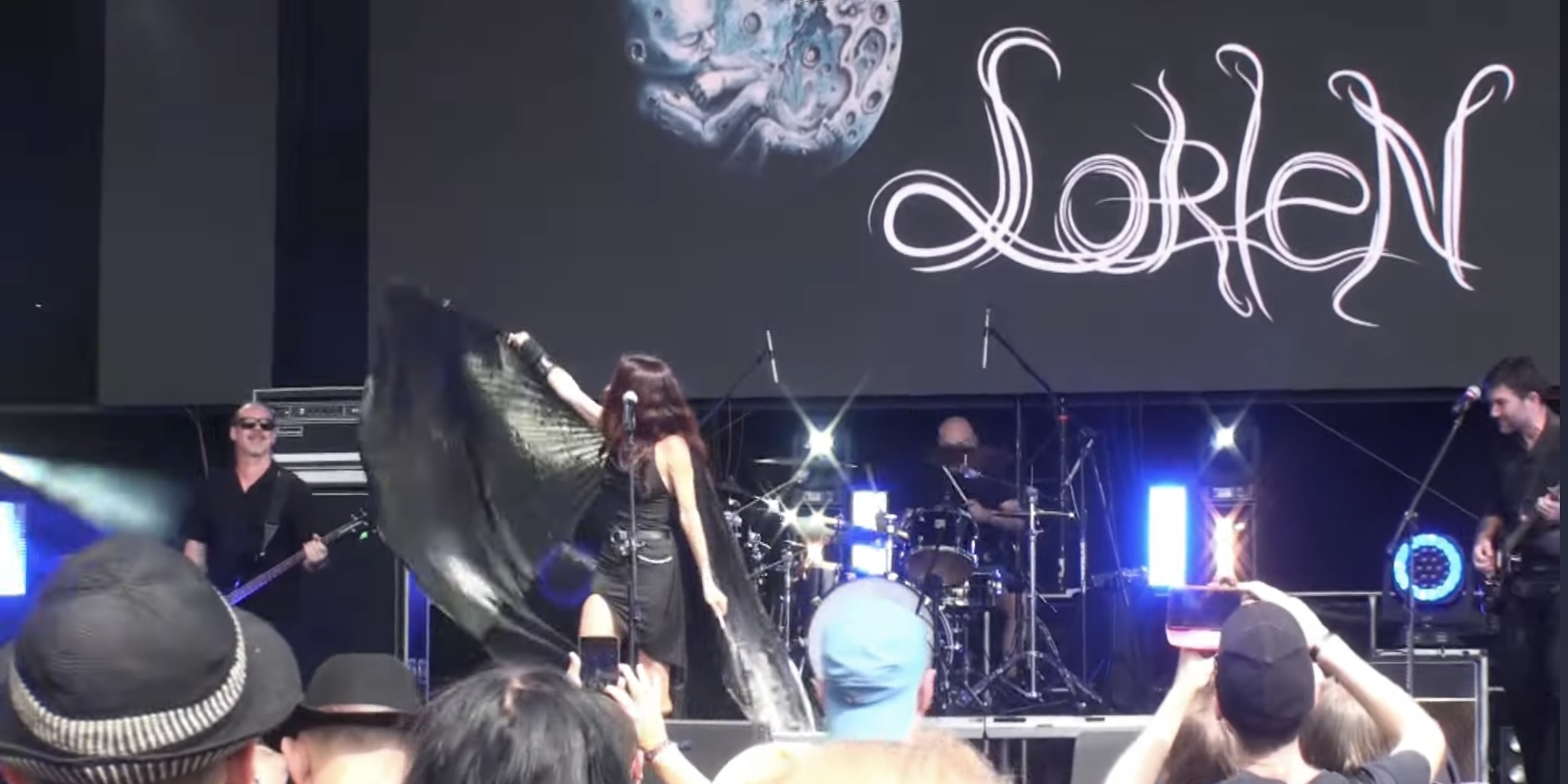
Lorien (zespół muzyczny) na scenie festiwalu Castle Party 2024

Castle Party (Castle Party Festival) – jeden z największych w Europie festiwali muzyki w klimacie rocka gotyckiego odbywający się w połowie lipca na zamku w Bolkowie. Pierwszy koncert odbył się w 1994 roku na zamku Grodziec. W imprezie wzięło udział około 300 osób, zagrało pięć zespołów, niektóre w tym czasie dopiero zaczynały swoją działalność. Edycje druga (1995) i trzecia (1996, ponad 1000 osób) były także zorganizowane na zamku w Grodźcu, jednak ze względu na to, iż z roku na rok przybywało na festiwal coraz więcej fanów tego typu muzyki, festiwal przeniesiony został na zamek w Bolkowie.
Podczas edycji drugiej-piątej odbywał się konkurs, kolejnymi laureatami zostali: Batalion d’Amour, God’s Bow, God’s Own Medicine, Cold Swat, DeVIAN, Lorien.
Na festiwal przyjeżdża corocznie kilka tysięcy fanów rocka gotyckiego, gothic metalu, elektro, industrialu  i rytmów pokrewnych. W większości są to Polacy, lecz także Niemcy, Czesi, Rosjanie, Słowacy, Holendrzy, Węgrzy i przedstawiciele innych narodowości. Festiwal trwa cztery dni od godzin popołudniowych do późnych godzin nocnych, zarówno na zamku, jak i w klubach.
Podczas festiwalu duża (górna) część zamku staje się przestrzenią handlową, z wydzieloną częścią gastronomiczną, gdzie sprzedawane są napoje, jedzenie oraz różnego typu akcesoria, mające służyć do podkreślania przynależności do subkultury.
Charakterystycznym zjawiskiem podczas festiwalu jest to, że znaczna część gotów przebiera się w różnego typu stroje, pozując do zdjęć i tworząc nastrój ciągłej maskarady. Zawodowi fotograficy sprzedają nawet zdjęcia wykonane przez siebie na poprzednich edycjach festiwalu. Gościnnie zapraszane są na festiwal zespoły niemające zbyt wiele wspólnego z rockiem gotyckim i pokrewnymi nurtami muzycznymi, jak np. Ścianka czy Lech Janerka.
W roku 2009, nakładem wydawnictwa Scriptoris, została wydana książka poświęcona festiwalowi, zatytułowana: Castle Party. Muzyka, ludzie, zjawisko napisana przez duet autorski, skrywający się pod pseudonimami Anna & Greg. Publikacja jest zbiorem wywiadów z osobami bezpośrednio związanymi z istnieniem festiwalu Castle Party w Bolkowie oraz spostrzeżeń poczynionych przez autorów podczas XVI edycji festiwalu w 2009 roku. Na łamach książki wypowiadają się: Anja Orthodox (liderka zespołu Closterkeller); członkowie zespołów: Industria Ex Machina oraz Indukti; burmistrz Bolkowa; oficer prasowy policji w Jaworze; właściciel jednego z klubów organizujących after party; oraz główny organizator festiwalu – Krzysztof Rakowski. Do książki dołączona jest płyta CD z fotografiami pochodzącymi z festiwalu, dźwiękowymi fragmentami wywiadów oraz krótkimi filmami.
Zobacz też: Witajcie w mroku.

## Zespoły występujące na festiwalu
- 20 sierpnia 1994: Moonlight, Daimonion, T.R.H., Pornografia, Fading Colours[1]
- 25 sierpnia – 26 sierpnia 1995: Daimonion, T.R.H., Pornografia, Fading Colours, Closterkeller, De Ville, Robi, Christblood, Sirrah, Psyche[3]
- 2 sierpnia – 3 sierpnia 1996: De Volanges, Funhouse, Artrosis, Reinkarnation, Closterkeller, Fading Colours, Charlottehead, T.R.H., Pornografia, Hedone, Daimonion, Agressiva 69, Moonlight, PCM, Christblood, Robi, Freeport[3]
- 8 sierpnia – 9 sierpnia 1997: Agressiva 69, Artrosis, Batalion d’Amour, Dom Snów, Fading Colours, God’s Bow, God’s Own Medicine, Lorien, Nowy Horyzont, Rigor Mortiss, Swan Death, T.R.H., L.D., Season, Freeport, Mesmerisa, P.Vampire, Swan Death[3]
- 24 lipca – 25 lipca 1998: Attrition, Aion, Artrosis, Batalion d’Amour, Closterkeller, Cold Sweat, DeVIAN, Fading Colours, God’s Own Medicine, God’s Bow, Inkubus Sukkubus, Lorien, Mandragora, Stonehenge, Undish, Warthegau[4][5]
- 30 lipca – 31 lipca 1999: Closterkeller, Artrosis, 1984, Aion, Batalion d’Amour, God’s Own Medicine, DeVIAN, Clan of Xymox, Moonlight, Fading Colours, Agressiva 69, XIII. století, God’s Bow, Sepulcrum Mentis, T.R.H., Jude[6][7]
- 28 lipca – 30 lipca 2000: Dreadful Shadows, XIII. století, The Breath of Life, The Dreamside, Lahka Muza, The Dawn Visitors, Artrosis, Moonlight, Fading Colours, Agressiva 69, Christblood, Ataraxia, Psyche[1].
- 27 lipca – 29 lipca 2001: Daimonion, Endraum, One Million Bulgarians, Lahka Muza, Nirnaeth, Ukrivolsa, Attrition, Agressiva 69, LT-NO, The Last Days of Jesus, Komu Wnyz, Behemoth, Cemetery Of Scream, Delight, Sacrum, Raincarnation, The Breath Of Life, Artrosis, Fading Colours, Morbus Kitahara, Quidam, Desdemona, Canonis, Siela, Whispers In The Shadow, Jesus Chrysler Suicide, Drimsztajn, 2Cresky, Athanor, Land of Charon, Moonlight, Lech Janerka, Illuminate, Batalion d’Amour, Ankh, The Legendary Pink Dots[8].
- 28 lipca – 29 lipca 2002: Das Ich, Fading Colours, Christ Agony, Variete, Dance On Glass, Somnambul, The Venus Fly Trap, Closterkeller, Moonlight, Dance Or Die, God’s Bow, Accessory, Inscape, Clan of Xymox, Hocico, New Model Army[9].
- 26 lipca – 27 lipca 2003[10]: Umbra et Imago, Sweet Noise, Diary of Dreams, Garden of Delight, Fading Colours, L’Âme Immortelle, Terminal Choice, XIII. století, Closterkeller, The Ancient Gallery, Artrosis, Ścianka, Dance On Glass, Delight, Immunology, The Other Day[11].
- 31 lipca – 1 sierpnia 2004[12]: Project Pitchfork, Deine Lakaien, Clan of Xymox, Suicide Commando, Blutengel (nie wystąpił), Sui Generis Umbra, Armia, Cool Kids of Death, Moonlight, Agressiva 69, Naamah, God’s Bow, Desdemona[13], Eva[14].
- 29 lipca – 31 lipca 2005: Disharmony, Agonised By Love, The Last Days of Jesus, Attrition, Epica, The Cruxshadows, Camouflage, Forgotten Sunrise, Holodne Sonce, Cytadela, StrommoussHeld, Grendel, Scream Silence, Renata Przemyk, Wolfsheim[15].
- 28 lipca  – 30 lipca 2006: VNV Nation, De/Vision, Clan of Xymox, Die Krupps, Leaves’ Eyes, Funker Vogt, The Birthday Massacre, Riverside, Bonczyk & Krzywanski, Fading Colours, Job Karma, Batalion d’Amour, Deathcamp Project, Agressiva, Hedone, Theodor Bastard, De Facto, Mano Juodoji Sesuo, No Name Desire[16].
- 27 lipca – 29 lipca 2007: Desdemona, Angelspit, Mortiis, Fading Colours, Cemetery of Scream, Tear, Catastrophe Ballet, Diary of Dreams, Diorama, The Legendary Pink Dots, Mass Kotki, Miguel and the Living Dead, NFD, Suicide Commando, The Royal Dead[17], Pride and Fall, IAMX[18].
- 24 lipca – 27 lipca 2008: Deine Lakaien, Die Krupps, Anne Clark, The Cruxshadows, Closterkeller, 32crash, XIII. století, Garden of Delight, In Strict Confidence, Pati Yang & FlyKKiller, Persephone, Cinema Strange, 1984, Made in Poland, SITD, Reaper, Colony 5, Sieben, The Moon and the Nightspirit, Red Emprez, Thy Disease, Xess, Clicks, Error::Genesis, Elektro Jugend Kollektiv, The Void of Nul Haide, Square Extension[19].
- 24 lipca – 26 lipca 2009: Depressive Disorder, Vein Cat, Irfan, Moon Far Away, Aesthetic Meat Front, Skinny Patrini, Variété, Psyche, Sane, Vic Anselmo, Joy Disaster, Indukti, Madre Del Vizio, Spectra Paris, Dreadful Shadows, Fading Colours, Crematory, Covenant, Head-Less, Jacquy Bitch, Solar Fake, Not, Deathcamp Project, Artrosis, KMFDM, Diary of Dreams, Front 242[20].
- 30 lipca – 1 sierpnia 2010: Red Emprez, Christblood, QNTAL, The Beauty of Gemina, Faith and the Muse, Żywiołak, Otto Dix, Wieże Fabryk, The Violet Tribe, Grayscale, And One, Kirlian Camera, The Eden House, Alec Empire, Cassandra Complex, Theatres des Vampires, Deviant UK, Christ vs Warhol, Doppelganger, Behemoth, Clan of Xymox, Anne Clark, Noisuf-X, Daimonion, Alvarez Perez, The Proof[21][22].
- 21 lipca – 24 lipca 2011: Hyoscyamus Niger, Castrati, Śmiałek, The Cuts, Santa Hates You, Fixmer/Mccarthy, Closterkeller, Atari Teenage Riot, Monolight, Freakangel, Hetane, Blindead, Nosferatu, Zeraphine, Umbra et Imago, Diary of Dreams, Reactor7x, Bratrstvo Luny, Controlled Collapse, Dope Stars Inc., Diorama, Suicide Commando, Project Pitchfork[23].
- 26 lipca – 29 lipca 2012: Human Steel, Black Tower, Guilt Trip, Synchropath, Digital Angel, H.EXE, Vigilante, Desdemona, Digital Factor, Artrosis, Leaether Strip, Ordo Rosarius Equilibrio, Closterkeller, Ambassador 21, Bloody Dead and Sexy, The Cuts, Spiritual Front, Pink Turns Blue, Hocico, Alien Sex Fiend, Cold in May, At the Lake, Devilish Impressions, Śmiałek, Deathcamp Project, Merciful Nuns, Blutengel, Combichrist
- 11 lipca – 14 lipca 2013: Splendor, Victorians, Batalion d’Amour, Das Moon, Agressiva 69, Hyoscyamus Niger, Gothika, Soror Dolorosa, 7JK, XIII. století, Kat, Lacrimosa, Percival Schuttenbach, Decoded Feedback, Lecter, Noblesse Oblige, The Breath of Life, Whispers in the Shadow, The Beauty of Gemina, Sirrah, Anneke van Giersbergen, Corvus Corax, The Proof, Digital Angel, The Arch, Vic Anselmo, Hatestory, Lolita Komplex, Asgaard, Mono Inc., Aesthetic Perfection, Zeromancer, Icon of Coil, VNV Nation[24].
- 17 lipca – 20 lipca 2014:  A7IE, Hazael, Pandemonium, Thy Disease, Dolls of Pain, Tenebris, Fuka Lata, Red Emprez, Lacrima, Vedonist, Splendor, This Cold, Latexjesus, Gorthaur, Idiothead, Scylla, Topielica, Lily of the Valley, Bart Cathedral, Sthilmann, Phosgene Girls, Alles, Golden Apes, Theodor Bastard, Controlled Collapse, Obscure Sphinx, Ulterior, She Past Away, C-Lekktor, Patenbrigade:Wolff, Sui Generis Umbra, Alcest, Desdemona, Blindead, Christ Agony, Grendel, Super Girl & Romantic Boys, The 69 Eyes, Kapitan Nemo, London After Midnight, The Klinik, Deine Lakaien, Moonspell, And One[25].
- 16 lipca – 19 lipca 2015: Vesania, Job Karma, Hybryds, Zombina and the Skeletones, God’s Bow, Skeptical Minds, Percival Schuttenbach, Darzamat, 1984, Thaw, Mord’A’Stigmata, Cynical Existence, HRV, Bisclaveret, Shadow System, Tesla Power, Ab Intra, Monica Jeffries, Już Nie Żyjesz, Carpatia Castle, Shodan, Extinct Gods, Victorians, Guilt Trip, Xenturion Prime, Essence Of Mind, Dance on Glass, Digital Angel, Weimar, Hate, H.EXE, Antimatter, Psyche, Artrosis, Rabia Sorda, Raison d’être, Inkubus Sukkubus, The Frozen Autumn, Heimataerde, L’Âme Immortelle, Wardruna, Nachtmahr, Merciful Nuns, Paradise Lost, Juno Reactor[26].
- 28 lipca – 31 lipca 2016: In Mourning, Furia, Sacrilegium, Larva, Mordor, Outre, Moanaa, Antiflesh, Alien Vampires, Obszon Geschopf, Reactor7x, Sexy Suicide, Evidence Based Medicine, Madmancircus, Phurpa, In Slaughter Natives, Nordvargr, Bisclaveret, Desiderii Marginis, Dead Factory, Near Earth Orbit, The Devil & The Universe, Two Witches, monoLight, Cemetery of Scream, Nonamen, Deathcamp Project, Das Moon, Radogost, Dogs in Trees, Leæther Strip, Blindead, The Proof, The Spiritual Bat, The Cuts, Tranquilizer, Clan of Xymox, Xandria, Moonlight, Closterkeller, De/Vision, Absolute Body Control, Garden of Delight, XIII. století, Fields of the Nephilim[27].
- 13 lipca – 16 lipca 2017: Stelarius, Lahka Muza, Dividing Lines, Star Industry, Sweet Ermengarde, Postcards From Arkham, In Twilight’s Embrace, Shodan, Ulcer, Blaze Of Perdition, Absu, Beheaded, Rigor Mortiss, Batalion d’Amour, .com/kill, 7JK, Diorama, Arkona, Diary of Dreams, Hirsch, Schloss Tegal, Them Pulp Criminals, Rapoon, Sieben, Rome, Kasia Lipert, Jesus Complex, The Angina Pectoris, A Split-Second, Suicide Commando, Neuoberschlesien, My Dying Bride, Dark Side Eons, Orbicide, Black Tower, Fredrik Croona, H.Exe, In Strict Confidence, K-essence, Dance On Glass, Controlled Collapse, Mesh, Vive La Fête, Tiamat[28].
- 12 lipca – 15 lipca 2018: Psychoformalina, Aviaries, Past, Christine Plays Viola, The Last Days of Jesus, The House of Usher, Golden Apes, Leśne Licho, Vulture Industries, Grausame Töchter, Theatre Of Hate, Agonoize, Grupa Lineact, The Eden House, Apoptygma Berzerk, Above Aurora, Doomas, Rosk, Popiół, Mentor, Shining, Art of Illusion, Made In Poland, Tyske Ludder, The Coffinshakers, Gothminister, Faun, Project Pitchfork, Gnoza, By The Spirits, Nytt Land, Arrm, Licho, Mortiis, Death In Rome, Traitrs, Mano Juodoji Sesuo, Escape with Romeo, Department, The Beauty of Gemina, Samael, Citizen N.I., Human Steel, Gunmaker, Monstergod, Cynical Existence, Seadrake, Torul[29].
- 11 lipca – 14 lipca 2019: Schrottersburg, Cabaret Grey, 1984, Soror Dolorosa, Near Earth Orbit, Lilla Veneda, Five The Hierophant, Sunnata, Entropia, Mord’A’Stigmata, Hexvessel, Baṣnia, Helroth, Whispers In The Shadow, Aeon Sable, Dawn Of Ashes, Merciful Nuns, Deathstars, Noche Oscura, Grave of Love, Inner Vision Laboratory, Dead Factory, The Devil & The Universe, Forndom, DDA, Darkher, Agressiva 69, Żywiołak, UK Decay, Lord of the Lost, Atari Teeenage Riot, Switchface, Guilt Trip, Trakktor, Ash Code, Reactor7x, Blitzkrieg, Dark Side Eons, God Module, Solar Fake, Eivor, Solstafir[30].
- 9 lipca – 12 lipca 2020 – nie odbył się[31][32].
- 8 lipca – 11 lipca 2021: Moonlight Meadow, Decadent Fun Club, Nowomowa, Funhouse, Inkubus Sukkubus, Metus, As Night Falls, Clicks, Selofan, Artrosis, Clan of Xymox, Diary of Dreams, Black Thundra, Postcards From Arkham, Red Scalp, Rosk, Tides From Nebula, Jeremiah Kane, Shagreen, Give Up To Failure, Them Pulp Criminals, Vlad In Tears, Pink Turns Blue, Closterkeller, Suspension Show, Juno Reactor, Danse Macabre, Krzywdy, Der Blutharsh, Wolvennest, Frett, Das Funus, Sexy Suicide, Hedone, Then Comes Silence, Lebanon Hanover, Lacrimosa, Uncarnate, Bolehlav, Larva, H.Exe, H.O.W.[33].